# La Mauvaise Éducation
Pour plus de détails, voir Fiche technique et Distribution.
La Mauvaise Éducation (La mala educación) est un film espagnol réalisé par Pedro Almodóvar, sorti en 2004.

## Synopsis
Dans les années 1980, Ignacio et Enrique se retrouvent. Ensemble ils ont grandi vingt ans auparavant dans une école religieuse et ont tous les deux subi l'omniprésence, les émois sexuels, ainsi que les mauvais traitements du père Manolo, un professeur de littérature et prêtre pédophile passionnément épris d'Ignacio.

## Fiche technique
- Titre : La Mauvaise Éducation
- Titre original : La Mala Educación
- Réalisation : Pedro Almodóvar
- Scénario : Pedro Almodóvar
- Musique : Alberto Iglesias
- Photographie : José Luis Alcaine
- Montage : José Salcedo
- Direction artistique : Antxón Gómez (es)
- Costumes : Paco Delgado et Jean-Paul Gaultier
- Production : Agustín Almodóvar, Pedro Almodóvar, Esther García
- Sociétés de production : Canal + España, El Deseo, Televisión Española
- Pays d'origine :  Espagne
- Langue originale : espagnol
- Format : couleurs - 2,35:1 - Dolby - 35 mm
- Genre : drame
- Durée : 105 minutes
- Dates de sortie :
  - Espagne : 19 mars 2004
  - France : 12 mai 2004
- Interdit aux moins de 12 ans lors de sa sortie en salles mais aux moins de 16 ans à la télévision (France)

## Distribution
- Gael García Bernal (VF : Franck Lorrain) : Ángel/Juan/Zahara
- Fele Martínez (VF : Laurent Natrella) : Enrique Goded
- Daniel Giménez Cacho (VF : Laurent Claret) : Père Manolo
- Lluís Homar (VF : Jean-Yves Chatelais) : M. Manuel Berenguer (Père Manolo plus âgé)
- Javier Cámara (VF : David Macaluso) : Paca/Paquito
- Petra Martínez (VF : Hélène Otternaud) : la mère
- Nacho Pérez (it) (VF : Jules Sitruk) : Ignacio enfant
- Raúl García Forneiro (VF : Pierre-Augustin Crenn) : Enrique enfant
- Francisco Boira (VF : Vincent Schmitt) : Ignacio
- Juan Fernández Mejías (VF : Jacques Poixterrier) : Martín
- Alberto Ferreiro : Enrique Serrano
- Sandra Montiel : la personne trans parodiant Sara Montiel
- Sara Montiel : extrait du film Esa Mujer de Mario Camus

## Production et tournage
La Mauvaise Éducation est produit par El Deseo avec le soutien de Canal+ et de la TVE. Quand le tournage débute, le 16 juin 2003, le titre La visita a déjà été délaissé au profit du titre définitif. Almodóvar a travaillé à l'écriture du scénario pendant près de dix ans.
Le film se déroule intégralement en Espagne, principalement à Madrid, à Valence et à Alella, village catalan où les habitants ont participé activement au tournage. L'ancienne école de Pías d'Alella, édifice néoclassique du XIXe siècle, est choisie pour recréer l'atmosphère de l'époque franquiste . Pendant le tournage, Almodóvar, qui a la réputation d'être dur avec ses acteurs, a mis trop de pression sur Gael García Bernal, à tel point que le tournage a été interrompu une semaine pour qu'il se remette. 
Le protagoniste du film La Mauvaise Éducation (La mala educación), joué par Gael García Bernal, est inspiré du personnage de Tom Ripley de Patricia Highsmith, comme présenté par René Clément dans Plein Soleil sous les traits d'Alain Delon. Bernal a déclaré que la performance qu'il souhaitait le plus imiter était Delon dans le rôle de Ripley dans Plein Soleil.

## Analyse
Almodóvar a nié avoir réalisé un film autobiographique, même s'il reconnaît que de nombreuses expériences personnelles se retrouvent dans le scénario. L'univers féminin traditionnel d'Almodóvar laisse place à un univers homosexuel, abordant aussi bien le travestissement par le biais de Zahara et Paca, la transidentité, avec Ignacio, ou la bisexualité, représentée par l'ambigüité sexuelle de Juan, Enrique Serrano et Manuel Berenguer.[réf. souhaitée]
Le thème des abus sexuels commis par une partie des religieux dans le système d'éducation nationale-catholique de l'époque franquiste donne au film son titre : la mauvaise éducation. Ce thème est bien délimité autour du personnage du père Manolo, marquant la volonté de ne pas faire de généralité.
Le réalisateur n'oublie pas ses vieilles obsessions : l'amour passionné et irrationnel et la séduction animale. Dans ce film, la relation entre les personnages de Juan et Manuel Berenguer en est la meilleure démonstration. Berenguer est disposé à briser sa propre vie pour obtenir les faveurs de Juan, qui à son tour, conscient de son charme, ne ménage pas ses efforts ni les chantages dans le but de devenir célèbre dans le monde du cinéma et de se débarrasser du fardeau que représente son frère.
« Le cinéma dans le cinéma » (la mise en abyme), thème déjà apparu dans des films d'Almodóvar comme Attache-moi ! ou La Fleur de mon secret, prend ici une importance toute autre avec la représentation du scénario fictif, mélangeant réalité et fiction.

## Distinctions
Le film a obtenu trois nominations : au Butaca, au Film européen et au World Soundtracks Awards.

## Autour du film
- Pedro Almodóvar avoue avoir mis plus de dix ans à élaborer ce récit qui, s'il est intime, n'est pas à proprement parler autobiographique. Il s'est néanmoins nourri des souvenirs qu'il garde de ces trois époques cruciales que furent l'absolutisme franquiste, la fin de règne et la Movida.[réf. souhaitée]